# 迷你裙宇宙海賊
《迷你裙宇宙海賊》，是笹本祐一原作、松本規之插畫的科幻輕小說作品，改編電視動畫於2012年1月開始播映。台灣中文版由四季出版發行。在原作第1卷發行後得到出版社動畫化的許可，製作期間企劃就以原作第3卷後原創劇情為前提。
於2009年11月宣佈動畫化，2010年確定為電視動畫，原定2011年但延至2012年才播出。最終回片尾透露劇場版的訊息。

## 故事簡介
居住在海明星平凡的高一生「加藤茉莉香」，死去父親的部下突然要求她擔任宇宙海賊船「辯天丸」的船長。由於1世紀前獨立戰爭頒發的私掠許可證規定船長一旦死亡，繼任條件須為直系子嗣，高中女生兼宇宙海賊船船長的冒險生活從此展開……

## 登場角色

### 主要人物
加藤茉莉香（聲：小松未可子）
前船長權左衛門加藤的女兒。天倉五海明星新奧濱市白凰女學院的高中女生，在咖啡店打工、參加社團「宇宙風帆部」的活動。
繼承宇宙海賊船「辯天丸」船長一職。
栗原千秋（聲：花澤香菜）
從海森星分校轉學來的少女。宇宙海賊船巴巴羅薩號的船長栗原見城的女兒。
起初为打探茉莉香的底细而加入风帆部，之後適時指导茉莉香担当海贼的行为。辯天丸船員遭感染隔離期間，提議以風帆部成員代班（以下稱「白凰海賊團」）。
動畫原創对甜品没抵抗力。戲份加重。

### 辯天丸
米莎·格蘭德伍德（聲：伊藤静）
船醫，人稱「浴血醫生」。曾擔任白凰女學院的臨時保健老師。
年齡不詳，為其禁忌之處。
肯·麥克德加爾（聲：松風雅也）
舵手。高中部物理、初中部体育教師兼風帆部顧問。後辭去職務。
動畫版有一个同外貌、在銀河帝國也從事海賊工作的孿生弟弟。疑似其弟於辯天丸臥底收集情報期間，恣意在海邊展開無意義的星雲盃特訓。
加藤梨理香（聲：甲斐田裕子）
前船長權左衛門加藤的妻子，職業是新奧濱機場管制官。女兒茉莉香大多直呼其名。
傳說的女海賊「梨理香船長」。
動畫版辭去管制官，到銀河帝國海賊船帕拉貝倫號打工。
加藤權左衛門（聲：小山力也）
全名「權左衛門加藤芳郎」，梨理香的丈夫、茉莉香以為早逝的父親。
前辯天丸船長，卻因食物中毒而亡；梨理香暱稱他「權左」。
動畫版改為詐死轉換身分，成為銀河帝國海賊「鐵鬍子」。
百眼（聲：藤原啟治）
情報人員，並負責雷達操作。在成員中較為老態。
克里埃（聲：堀江由衣）
電子戰、通訊的操作人員。不化妝也不梳理短髮，戴着一副大眼镜，精明幹練。因長時間勤務而在膝蓋鋪毛毯、帶著不少點心。
脱下眼镜、變裝打扮后是个古典氣息的大美人。
盧卡（聲：水原薰）
航海士。常穿著黑色披風，操作系統是水晶球暨風水盤樣式。偶爾會預言。
施尼澤（聲：三宅健太）
生化人。戰鬥指揮人員。可以在真空中不用宇宙服活動及戰鬥。
動畫原創非常人造型。漫畫版也是另一種非常人造型。
第三代（聲：松岡禎丞）
負責引擎機關動力。頭綁缽卷。
動畫原創為泰迪熊之類的愛好者。

### 宇宙風帆部
傑妮·德里特爾（聲：佐藤利奈）
「休&德里特爾星際運輸」大財閥千金，在高中擔任社團「宇宙風帆部」部長，實與琳為戀人的關係。
高中畢業進入宇宙大學，將部長職位交付給琳。
動畫原創已開始自立門戶、正迅速發展星際旅行公司「妖精傑妮」。
琳·蘭美達（聲：日笠陽子）
宇宙風帆部副社長。曾因駭客行為而有保護管束前科，實與傑妮為戀人的關係。傑妮畢業後接任部長。
相当有男子气概，而且有见到电脑会想进行黑客行为的习惯。
動畫原創也畢業進入宇宙大學就讀。
格里埃爾·塞雷尼提
参照#格里埃爾·塞雷尼提
格琉希爾德·塞雷尼提
参照#格琉希爾德·塞雷尼提
愛衣（聲：茅野愛衣）
社團一年級生，操舵手。在白凰海賊團中負責掌舵。
動畫原創全名「星宮愛衣」。参加星雲盃。具有優秀的飞船驾驶技能，善于掌握风的流动，也能利用星座及行星的位置來測量航行。
彌生（聲：南條愛乃）
社團一年級生，在白凰海賊團中負責引擎機關動力，希望以後能進入宇宙相關業界工作。
動畫原創全名「吉富彌生」。

### 塞雷尼提星系
格里埃爾·塞雷尼提（聲：戶松遥）
塞雷尼提星系王室第七正統皇女（人造人），銜命秘密尋找黃金幽靈船。
與前辯天丸船長權左衛門加藤相熟，並十分讚許，得到了權左衛門加藤交付的辯天丸最高控制權鑰匙戒指，後來把戒指轉交给茉莉香。
格琉希爾德·塞雷尼提（聲：金元壽子）
塞雷尼提星系王室第八正統皇女（人造人），格里埃爾之妹。尋找黃金幽靈船的競爭對手。
黃金幽靈船事件結束後，與格里埃爾一同轉入白凰女學院初中部就讀。
約特夫·希夫·席德（聲：斧敦志）
塞雷尼提星系王室樞密院侍從長。長命種老人。
凱瑟琳
塞雷尼提星系王室禁衛小隊長。一般穿著女僕裝。

### 其他人物
遠藤麻美（聲：小見川千明）
茉莉香的同學，一起在咖啡店打工。動畫版為手工藝社成員，趕工幫白凰海賊團製作表演服裝。
修（聲：安元洋貴）
「哈羅爾德·羅伊德保險公司」的代理人。負責接洽辯天丸業務事宜。
羅伯特·德里特爾（声：津田英三）
傑妮的伯父，休&德里特爾公司執行董事、前軍方高官。與傑妮及其社長父親是死對頭。
想讓自己的兒子繼承公司，利用家族政治聯姻習慣將候補人選傑妮排除、遠離公司；親率艦隊追擊逃婚的傑妮。
動畫原創被茉莉香等人掌握違法行賄、轉售軍火證據而被逮捕。但也指出他會想辦法獲釋，且家族企業之故、地位應不受影響。
裘奈·科爾夫（声：内匠靖明）
傑妮婚約者。與羅伯特親近的政客之子。在自己船上舉辦嗑藥亂交派對影像被茉莉香等人公諸於世，婚約破局。
銀九龍（声：松山鷹志）
在新奧濱機場經營中華餐館主廚。與梨理香、辯天丸等人熟識，一般稱呼「老爹」，機場地下總管。前銀河帝国第七艦隊第58突擊機動艦隊司令官。
動畫原創只稱「老爹」，海賊之間「傳說中的料理人」五個兒子其中一人。繼受父親留下的發報機播放「海賊之歌」通知至海賊巢穴聚集。五兄弟各自開店，其兄亦在海賊巢穴擔任主廚。

### 動畫原創

#### 宇宙風帆部成員
貝琳達·波西（聲：三森鈴子）
奧黛塔二世的操帆手。紅髮、雙馬尾。
亞絲妲·阿爾漢科（聲：安野希世乃）
奧黛塔二世的操帆手。灰髮、妹妹頭。
湯之元泉（聲：內田真禮）
奧黛塔二世的操帆手。
小林丸翔子（聲：野村香菜子）
負責奧黛塔二世的索敵與雷達監控。
左側頭髮較長，並遮住眼睛。
愛普兒·藍伯特（聲：巽悠衣子）
在白凰海賊團中，負責火器管制。
莉莉·貝爾（聲：佐藤聰美）
負責奧黛塔二世的通訊。銀髮，膚色較深。
原田真希（聲：赤崎千夏）
紅髮，在頭頂束成糰子頭。擅長料理。
初次搭乘辯天丸時，曾誤觸砲擊的發射按鈕。引發白凰海賊團的初次危機。
烏蘇拉·艾布拉莫夫（聲：西明日香）
綠髮，頭頂有著呆毛。
莎夏·史戴普（聲：高森奈津美）
金髮、戴髮箍。原社團副部長，琳唸大學後接任部長。
娜塔莉亞·格蓮諾斯（聲：伊瀨茉莉也）
與愛衣、彌生一起入社團的一年級生。

#### 銀河帝國海賊
蔻茨·克莉斯蒂亞（聲：三瓶由布子）
「機動戰艦大十字試作α號」的船長，一人操作α、β、γ三艘同型艦。
以「狩獵海盜」為名對「持私掠許可證的假海盜」們宣戰，實為測試「大十字號」戰艦的性能，最後承認被茉莉香擊敗，將戰艦自爆並逃脫。
鐵鬍子（聲：小山力也）
大型海賊船「帕拉貝倫號」的船長，實為茉莉香父親。

#### 其他
旁白（聲：小山力也）
负责片头片尾的剧集总体解说。

## 用語

### 星球、設施
海明星
位於 「天倉五星系」的第三行星。是一個已開發的星球，亦是主角——加藤茉莉香所居住的星球。
白凰女學院
名門女子學校並設立初中、高中部，在 「太秦星系海森星」也有分校。位於海明星新奧濱市的郊外地區，亦是加藤茉莉香就讀的學校。
油燈咖啡館
位於新奧濱市的運河沿岸，由倉庫改造以仿古風天井油燈照明的咖啡館。加藤茉莉香兼職的地方，但在就任辯天丸船長後就沒常去兼職。

### 國家、星系
塞雷尼提聯合王國
歴史悠久、由塞雷尼提王室管理的星際國家。格里埃爾是塞雷尼提王室第七正統皇女，而格琉希爾德是第八正統皇女。
銀河帝國
一個有銀河數十億個星球加盟的星際國家，海明星亦包括在內。
動畫原創現由女王統治。

### 其他
宇宙海賊
一世紀前海明星獨立戰爭爆發，海明星的獨立政府為使脆弱的戰鬥力得以提升，便發出了私掠許可證，使當時的宇宙海賊可名正言順掠奪星際聯合的艦船。
由于由宗主星系和殖民星幕后组合的银河帝国反而将宗主星系和各独立星系征服，各星系的战争就此结束，但由于海明星的海贼是属于海明星政府承认的武装力量，和作为历史的记录，现在作为一种特殊的表演行为被保留，客船通过保险公司购置相应“保险”作为支付表演费，由保险公司指派相应海贼进行“劫持”表演，所缴“赃款”要上缴海明星政府作为税款，和由保险公司作为“赔偿”返还客船乘客，保险公司支付演出费给海贼。除外，海贼也被视作军队，也要遵守相应守则。
動畫原創海明星抄襲銀河帝國承認海賊存在，當年帝國也有些海賊到海明星打仗賺外快，資歷僅次原始七船；也原創其他海賊，例如「銀狐」、「Big Catch」、「鐵鬍子」等。
原始七船
海明星發生獨立戰爭時，最初獲得「私掠許可證」的七艘海賊船，亦被稱為傳說之七船。
- 辯天丸
前任船長︰權左衛門加藤
現任船長︰加藤茉莉香
原作、動畫版造型迥異；漫畫版沿用動畫版設計。

- 巴巴羅薩
現任船長︰栗原見城
原作即單圓胴設計，與動畫版辯天丸相同。

- 奧黛塔二世
以前是海賊船，原名字為「白鳥號」，能使用太陽帆推進。現在是白凰女學院的練習用船，母港於海明星中途站。

- 黑鳥號

長命種
短命種
比種別平均壽命多一倍的種族稱為長命種；反之未達平均壽命一半的種族則是短命種。例如塞雷尼提星系王室樞密院侍從長約特夫屬長命種。
動畫版未提其設定。
星雲盃
動畫原創每年舉行一次的盃賽，由星雲盃運營委員會管理。
六年前，白凰宇宙風帆部某兩位學姐在星雲盃舉行前得到未公開的賽程情報，並認為路線太簡單，於是拜託當時還是初中的琳·蘭美達，更改星雲盃運營委員會的數據，把路線的難度提升。到了比賽當天，因為路線被更改，令該屆比賽只有兩名參賽者能完成整個賽程（該屆比賽的參賽者為142人）。比賽後運營委員會追查路線被更改的原因時，發現是白凰女學院所為，因此被停賽五年以作為懲罰，而該屆比賽亦被稱為「惡夢的第十三屆大賽」。
- 比賽規則：參賽者使用風帆船，由星雲盃運營委員會所在的中途站降落至風凪星，然後依照比賽前發出的路線圖到達行星上的數個檢查站，最快完成比賽的為之勝出。

海賊巢穴
動畫原創。以前海明星的宇宙海賊舉行海賊會議的地方，周圍遍布小行星帶、氣體雲和星際物質。

## 出版書籍
| 標題             | 朝日新聞出版   | 朝日新聞出版           | 四季出版      | 四季出版               |
| 標題             | 發售日期       | ISBN                   | 發售日期      | ISBN                   |
| ---------------- | -------------- | ---------------------- | ------------- | ---------------------- |
| 迷你裙宇宙海賊   | 2008年10月21日 | ISBN 978-4-02-273901-8 | 2018年6月13日 | ISBN 978-957-8661-05-9 |
| 黃金幽靈船       | 2009年4月21日  | ISBN 978-4-02-273913-1 | 2018年6月28日 | ISBN 978-957-8661-06-6 |
| 角色扮演見習海賊 | 2009年11月20日 | ISBN 978-4-02-273926-1 | 2018年7月25日 | ISBN 978-957-8661-09-7 |
|                  | 2010年5月20日  | ISBN 978-4-02-273942-1 |               |                        |
|                  | 2010年11月19日 | ISBN 978-4-02-273956-8 |               |                        |
|                  | 2011年3月19日  | ISBN 978-4-02-273962-9 |               |                        |
|                  | 2011年11月30日 | ISBN 978-4-02-273978-0 |               |                        |
| [ 18 ]           | 2012年4月20日  | ISBN 978-4-02-273985-8 |               |                        |
|                  | 2012年11月30日 | ISBN 978-4-02-273996-4 |               |                        |
|                  | 2013年6月20日  | ISBN 978-4-02-276003-6 |               |                        |
|                  | 2014年2月7日   | ISBN 978-4-02-276010-4 |               |                        |
|                  | 2014年8月30日  | ISBN 978-4-02-276013-5 |               |                        |

## 電視動畫
電視動畫更名為《猛烈宇宙海賊》於2012年1月7日起開始播放。改名原因是佐藤監督想表達衝出宇宙之意。
日本東京電視台授權中國大陸土豆網即日播出，仍依照原著名稱譯作《迷你裙宇宙海賊》。

### 製作人員
- 原作：迷你裙宇宙海賊（作者：笹本祐一、插圖：松本規之）
- 監督、系列構成：佐藤龍雄
- 腳本：佐藤龍雄、伊藤美智子、水野健太郎、宮崎真一
- 角色原案：安田朗
- 角色設定、總作畫監督：竹內浩志
- 機器設定：河森正治、鷲尾直廣、寺岡賢司、鈴木雅久、宮崎真一
- 小物設計：吉川美貴
- 美術設定：佐藤正活、羅曼·湯馬斯、路加·楊、普魯內·斯坦尼斯拉斯
- 畫質監控：長谷川拓哉
- 3DCGI：佐佐木達郎
- 攝影監督：山根裕二郎
- 音響監督：明田川仁
- 音響效果：山谷尚人
- 音樂：Elements Garden、上松範康、藤田淳平、藤間仁
- 音樂製作：Starchild Record
- 動畫製作：SATELIGHT
- 製作：猛烈宇宙海賊製作委員會

### 主題曲
片頭曲《猛烈宇宙交響曲·第七樂章「無限的愛」》
作詞、作曲、編曲︰前山田健一，歌：桃色幸運草Z
片尾曲《LOST CHILD》（第1－8話、第10、11、14、15話、第17－5話）
作詞︰岩里祐穗，作曲、編曲︰NARASAKI，歌︰桃色幸運草Z
印象曲《Black Holy》（第9、12、16集）
作詞︰只野菜摘，作曲、編曲︰nishi-ken，歌︰小松未可子
標示為印象曲，實質當作片尾曲使用。
特別片尾曲（第13話）
作詞、作曲、編曲：sin，歌︰小松未可子
第21、26話用作插曲。
特別片尾曲（第26話）
作詞：RUCCA，作曲、編曲：藤間仁，歌︰小松未可子
插曲（第25話）
歌︰（小松未可子、花澤香菜）

### 各集列表
| 集數       | 日文標題 | 中文標題             | 劇本       | 分鏡         | 演出         | 作畫監督                 | 改編  |
| ---------- | -------- | -------------------- | ---------- | ------------ | ------------ | ------------------------ | ----- |
| SAILING 1  |          | 海賊，招搖過市       | 佐藤龍雄   | 佐藤龍雄     | 大脊戶聰     | 竹內浩志                 | 第1卷 |
| SAILING 2  |          | 我的力量，海賊的力量 | 佐藤龍雄   | 佐藤龍雄     | 水本葉月     | 倉田綾子                 | 第1卷 |
| SAILING 3  |          | 奧黛塔二世，出航！   | 佐藤龍雄   | 下田正美     | 佐佐木奈奈子 | 杉村友和 寺尾憲治        | 第1卷 |
| SAILING 4  |          | 決戰在深夜           | 佐藤龍雄   | 下田正美     | 大脊戶聰     | 山下英美                 | 第1卷 |
| SAILING 5  |          | 茉莉香，下定決心     | 佐藤龍雄   | 西村聰       | 近藤一英     | 大河内忍                 | 第1卷 |
| SAILING 6  |          | 茉莉香，首次工作     | 佐藤龍雄   | 佐山聖子     | 福島利規     | 福島豐明 伊佐英朗 興石曉 | 第1卷 |
| SAILING 7  |          | 不得安寧             | 佐藤龍雄   | 島津裕行     | 室谷靖       | 小谷杏子 吉川真帆        | 第2卷 |
| SAILING 8  |          | 公主與海賊           | 佐藤龍雄   | 森健         | 筑紫大介     | 今西亨                   | 第2卷 |
| SAILING 9  |          | 華麗的起航           | 佐藤龍雄   | 小野勝巳     | 水本葉月     | 伊藤真理子               | 第2卷 |
| SAILING 10 |          | 暴風雨的砲擊戰       | 佐藤龍雄   | 佐山聖子     | 大野和壽     | 高乘陽子 山村俊了        | 第2卷 |
| SAILING 11 |          | 閃光的徬徨者         | 佐藤龍雄   | 伊藤達文     | 伊藤達文     | 伊藤真理子               | 第2卷 |
| SAILING 12 |          | 自永恆回歸           | 佐藤龍雄   | 西村聰       | 室谷靖       | 山下英美 鹽川貴史        | 第2卷 |
| SAILING 13 |          | 茉莉香的招待         | 佐藤龍雄   | 下田正美     | 大脊戶聰     | 大河内忍 寺尾憲治        | 第2卷 |
| SAILING 14 |          | 茉莉香的招募         | 伊藤美智子 | 島津裕行     | 大野和壽     | 中野彰子                 | 第3卷 |
| SAILING 15 |          | 密航出航大跳躍       | 伊藤美智子 | 倉田綾子     | 倉田綾子     | 伊藤真理子               | 第3卷 |
| SAILING 16 |          | 初次工作！白凰海賊團 | 伊藤美智子 | 筑紫大介     | 筑紫大介     | 小谷杏子                 | 第3卷 |
| SAILING 17 |          | 意外的委託人         | 伊藤美智子 | 室谷靖       | 室谷靖       | 泉保良輔                 | 第3卷 |
| SAILING 18 |          | 慶功宴上必備果汁     | 伊藤美智子 | 大脊戶聰     | 大脊戶聰     | 今西亨                   | 第3卷 |
| SAILING 19 |          | 四人羈絆             | 水野健太郎 | 佐佐木奈奈子 | 羽多野浩平   | 安藤正浩                 | 原創  |
| SAILING 20 |          | 茉莉香，乘風破浪     | 宮崎真一   | 安田賢司     | 近藤一英     | 鹽川貴史 伊藤真理子      | 原創  |
| SAILING 21 |          | 決戰！星雲盃         | 宮崎真一   | 西村聰       | 筑紫大介     | 大河原晴男 山下英美      | 原創  |
| SAILING 22 |          | 狩獵海賊             | 佐藤龍雄   | 室谷靖       | 室谷靖       | 泉保良輔                 | 原創  |
| SAILING 23 |          | 目標！海賊巢穴       | 佐藤龍雄   | 水本葉月     | 水本葉月     | 大河内忍 館崎大          | 原創  |
| SAILING 24 |          | 傷痕累累的辯天       | 佐藤龍雄   | 下田正美     | 羽多野浩平   | 松下純子 福世孝明        | 原創  |
| SAILING 25 |          | 召開！海賊會議       | 佐藤龍雄   | 佐藤龍雄     | 大野和壽     | 小谷杏子 今西亨          | 原創  |
| SAILING 26 |          | 爾後，海賊行         | 佐藤龍雄   | 佐藤龍雄     | 倉田綾子     | 竹内浩志                 | 原創  |

### 播放電視台
日本深夜動畫：下文記載的日本国内播放時間使用日本標準時間（UTC+9）表示。因為部分時間标识會採用30小时制，因此請留意这类超过24:00的时间，其實際播放時間為翌日清晨。
| 播放地區   | 播放電視台     | 播放日期              | 播放時間                  | 所屬聯播網 | 备注            |
| ---------- | -------------- | --------------------- | ------------------------- | ---------- | --------------- |
| 神奈川縣   | 神奈川電視台   | 2012年1月7日－6月30日 | 星期六 24時30分－25時00分 | 独立UHF局  |                 |
| 東京都     | TOKYO MX       | 2012年1月7日－6月30日 | 星期六 25時00分－25時30分 | 独立UHF局  |                 |
| 近畿广域圈 | 每日放送       | 2012年1月7日－7月7日  | 星期六 27時28分－27時58分 | 日本新聞網 |                 |
| 千葉縣     | 千葉電視台     | 2012年1月8日－7月1日  | 星期日 23時30分－24時00分 | 獨立UHF局  |                 |
| 埼玉縣     | 埼玉電視台     | 2012年1月8日－7月1日  | 星期日 25時35分－26時05分 | 獨立UHF局  |                 |
| 愛知縣     | 愛知電視台     | 2012年1月9日－7月2日  | 星期一 26時00分－26時30分 | 東京電視網 |                 |
| 日本全域   | BS11           | 2012年1月13日－7月6日 | 星期五 23時00分－23時30分 | 卫星电视   |                 |
| 日本全域   | AT-X           | 2012年1月14日－7月7日 | 星期六 23時30分－24時00分 | 卫星电视   | 有重播          |
| 日本全域   | NICONICO       | 2012年1月14日－7月7日 | 星期六 23時00分 更新      | 網路電視   | 最新話1週間免費 |
| 日本全域   | Bandai Channel | 2012年1月14日－7月7日 | 星期六 24時00分 更新      | 網路電視   | 最新話1週間免費 |
| 日本全域   | ShowTime       | 2012年1月16日－7月9日 | 星期一 12時00分 更新      | 網路電視   | 最新話1週間免費 |

| TOKYO MX 星期六 25時00分－25時30分 節目 | TOKYO MX 星期六 25時00分－25時30分 節目 | TOKYO MX 星期六 25時00分－25時30分 節目 |
| --------------------------------------- | --------------------------------------- | --------------------------------------- |
|                                         | 迷你裙宇宙海賊                          |                                         |
| C³ -魔幻三次方-                         | 心連·情結                               |                                         |

### Blu-ray／DVD
| 卷數 | 發售日        | 收錄話數    | 規格編號   | 規格編號 |
| 卷數 | 發售日        | 收錄話數    | 初回限定版 | 通常版   |
| ---- | ------------- | ----------- | ---------- | -------- |
| 1    | 2012年3月7日  | 第1 - 2話   | KIXA-90165 | KIXA-165 |
| 2    | 2012年4月11日 | 第3 - 6話   | KIXA-90166 | KIXA-166 |
| 3    | 2012年5月9日  | 第7 - 10話  | KIXA-90167 | KIXA-167 |
| 4    | 2012年6月6日  | 第11 - 14話 | KIXA-90168 | KIXA-168 |
| 5    | 2012年7月11日 | 第15 - 18話 | KIXA-90169 | KIXA-169 |
| 6    | 2012年8月8日  | 第19 - 22話 | KIXA-90170 | KIXA-170 |
| 7    | 2012年9月5日  | 第23 - 26話 | KIXA-90171 | KIXA-171 |

| 卷數 | 發售日        | 收錄話數    | 規格編號  |
| ---- | ------------- | ----------- | --------- |
| 1    | 2012年3月7日  | 第1 - 2話   | KIBA-1929 |
| 2    | 2012年3月28日 | 第3 - 4話   | KIBA-1930 |
| 3    | 2012年4月11日 | 第5 - 6話   | KIBA-1931 |
| 4    | 2012年4月25日 | 第7 - 8話   | KIBA-1932 |
| 5    | 2012年5月9日  | 第9 - 10話  | KIBA-1933 |
| 6    | 2012年5月23日 | 第11 - 12話 | KIBA-1934 |
| 7    | 2012年6月6日  | 第13 - 14話 | KIBA-1935 |
| 8    | 2012年6月27日 | 第15 - 16話 | KIBA-1936 |
| 9    | 2012年7月11日 | 第17 - 18話 | KIBA-1937 |
| 10   | 2012年7月25日 | 第19 - 20話 | KIBA-1938 |
| 11   | 2012年8月8日  | 第21 - 22話 | KIBA-1939 |
| 12   | 2012年8月22日 | 第23 - 24話 | KIBA-1940 |
| 13   | 2012年9月5日  | 第25 - 26話 | KIBA-1941 |

## 劇場版
在電視動畫版的最終話播放完畢後，劇場版制作決定的消息也正式發表。劇場版的正式片名為《暴力宇宙海賊 ABYSS OF HYPERSPACE－亞空的深淵－》。
劇場版於2014年2月22日上映。

### 製作人員
- 監督、腳本：佐藤龍雄
- 原作：迷你裙宇宙海賊
- 企劃協力：朝日新聞出版
- 副監督：中山勝一
- 動畫角色原案：安田朗
- 動畫角色設定、總作畫監督：堀内修
- 機械道具設計：河森正治、鷲尾直廣、寺岡賢司、鈴木雅久、宮崎真一
- 小物設計：吉川美貴、秋篠Denforword日和
- 美術監督：小倉宏昌
- 美術設定：羅曼·湯馬斯、路加·楊、普魯內·斯坦尼斯拉斯、佐藤正活
- 色彩設計：谷本千繪
- CGI製作：
- 3DCGI：佐佐木達郎
- 攝影監督：岩崎敦
- 編輯：坪根健太郎
- 音響監督：明田川仁
- 音響效果：山谷尚人
- 音樂：Elements Garden（上松範康、藤田淳平、藤間仁、Evan Call）
- 音樂製作：Starchild Record
- 動畫製作：SATELIGHT
- 配給：國王唱片、T-JOY
- 製作：劇場版猛烈宇宙海賊製作委員會（キングレコード株式会社、株式会社SANKYO、サテライト株式会社）

### 登場人物
無限彼方（聲：下田麻美）
無限博士的唯一的小孩，從小因博士的因素，導致在劇場版的時間軸，很厭惡博士，甚至不想承認這個父親的存在，也認為他很討厭自己。
經常夢到在類似深海潛水，探詢一個看似不可能的深淵。在後來種種因素讓他想起最早的初衷，而開始與茉莉香追尋亞空間最底部傳說深淵。
斯卡雷特·塞弗（聲：能登麻美子）
至始至終都沒提及名字，從照片得知，可能是以前無限博士工作團隊的一員。
世界樹的一個主管人員，聽命於世界樹要捉拿彼方，但屢屢失敗，最後在亞空間戰役，因啟用的機器有安全裝置而沒辦法進行捉拿，最後看著彼方操作的博士最後之作遠去。
無限博士（聲：飛田展男）
只在彼方的回憶中登場，沒在劇場版本篇出現，最後消失在亞空間內。消失之後讓彼方的生活開始變調的主因。
和左衛門認識，答應過無限博士在他消失之後要協助他的兒子，最後由茉莉香接手這個事情。

### 主題曲
片頭曲《猛烈宇宙交響曲·第七樂章「無限的愛」》
作詞、作曲、編曲︰前山田健一，歌：桃色幸運草Z
主題曲
作詞：atsuko，作曲：atsuko、KATSU，編曲：KATSU，歌：angela Presents/中川翔子
用作片尾曲。
印象曲《Sail away》
作詞：atsuko，作曲：atsuko、KATSU，編曲：KATSU、松本祥平，歌：小松未可子

## 外部連結
- （日語）原作官方網站 （页面存档备份，存于）
- （日語）動畫官方網站 （页面存档备份，存于）